# Magatzem Agrícola (l'Espluga de Francolí)
El Magatzem Agrícola és una obra eclèctica de l'Espluga de Francolí (Conca de Barberà) inclosa a l'Inventari del Patrimoni Arquitectònic de Catalunya.

## Descripció
L'Espluga de Francolí com altres nuclis de la Conca de Barberà, conserven diverses construcció de magatzem o de transformació de productes agrícoles, sobretot lligades a la vinya. El desenvolupament d'aquest conreu a la fi del segle passat i la corresponent evolució de la indústria del vi i els alcohols comportà la construcció de diversos cellers seguint els gustos arquitectònics d'aquell moment. En aquest cas el celler no participa de la inèrcia modernista sinó d'un gust eclèctic més lligat a l'àmbit dels mestres constructors que als arquitectes que en aquells moments començaren a treballar.